# Помадные джунгли (телесериал)
«Пома́дные джу́нгли» (англ. Lipstick Jungle) — американский телевизионный сериал по книге писательницы Кэндес Бушнелл в жанре комедийной драмы. Авторы сериала Диэнн Хелин и Эйлин Хейслер. Производством сериала занималась компания NBC Universal Television Studio (позже переименованная в Universal Media Studios). Кэндэс Бушнелл вместе с Оливером Голдстиком выступила в роли исполнительного продюсера. Пилотный эпизод снял режиссёр Гари Уиник.

## Сюжет
Сериал повествует о жизни трех лучших подруг. Девушки входят в список самых влиятельных женщин в Нью-Йорке.
Вэнди Хилли — директор киностудии Parador Pictures. Вэнди замужем за музыкантом Шейном Хилли, имеет двоих детей. Из-за отсутствия постоянной работы у мужа, в семье возникают постоянные проблемы. Вэнди старается создать баланс между семьей и работой. Во втором сезоне она совершает ошибку в результате чего Вэнди увольняют, а карьера мужа в этот момент начинает идти вверх.
Нико Райли — главный редактор журнала Bonfire Magazine, вышла замуж за своего бывшего преподавателя профессора Чарльза Стерна. В начале первого сезона на одной из вечеринок знакомится с молодым фотографом Кирби Вэтвудом. Из-за отсутствия внимания со стороны мужа начинает встречаться с Кирби. В начале второго сезона Нико узнает о связи своего мужа со студенткой. После сердечного приступа Чарльз умирает в больнице.
Виктория Форд — дизайнер одежды. В начале первой серии проходит показ мод, который с треском проваливается. Виктории приходится начинать все с нуля. Но благодаря данному показу она знакомится с миллиардером Джо Беннеттом. В конце второго сезона Виктория и Джо решили обручиться.

## В ролях
- Вэнди Хилли (Брук Шилдс) — продюсер крупной голливудской кинокомпании
- Виктория Форд (Линдсей Прайс) — модный дизайнер, карьера которой пошла на спад после провала коллекции
- Нико Райли (Ким Рейвер) — главный редактор журнала Бон Файер
- Шейн Хилли (Пол Блэкторн) — английский музыкант, муж Вэнди
- Кирби Вэтвуд (Роберт Бакли) — фотограф, друг Нико
- Джо Беннетт (Эндрю Маккарти) — влиятельный, но циничный миллиардер, ухаживающий за Викторией

## Выход на DVD
| Название | Регион 1    | Регион 2          | Регион 4         |
| -------- | ----------- | ----------------- | ---------------- |
| Сезон 1  | 27 мая 2008 | December 26, 2008 | 17 сентября 2008 |
| Сезон 2  | 5 мая 2009  | 20 июня 2009      | TBA              |